# Selvagem Pequena

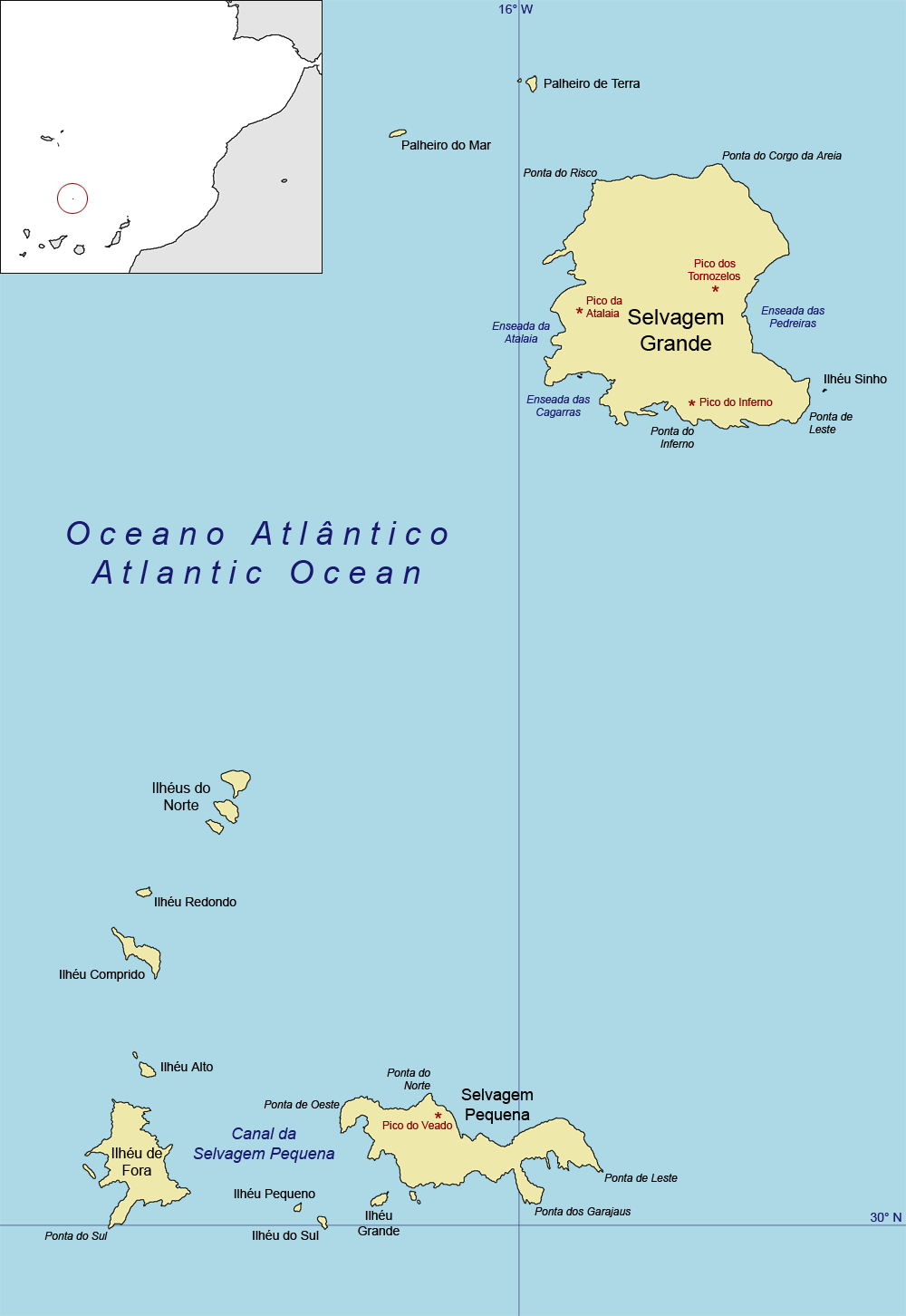
Kaart van de Ilhas Selvagens, Selvagem Pequena is gesitueerd rechtsonder

Selvagem Pequena (Klein wild eiland) is een eiland in de Atlantische Oceaan, bij de Portugese onbewoonde eilandengroep de Ilhas Selvagens, die op zijn beurt weer tot Madeira behoort. Selvagem Pequena is het zuidelijkste Portugese eiland (afgezien van kleine eilandjes en rotsen). 

Vanwege de afwezigheid van mensen op Selvagem Pequena, is de fauna en flora goed bewaard. Op het eiland staat slechts een gebouw, namelijk de vuurtoren Farol da Selvagem Pequena.

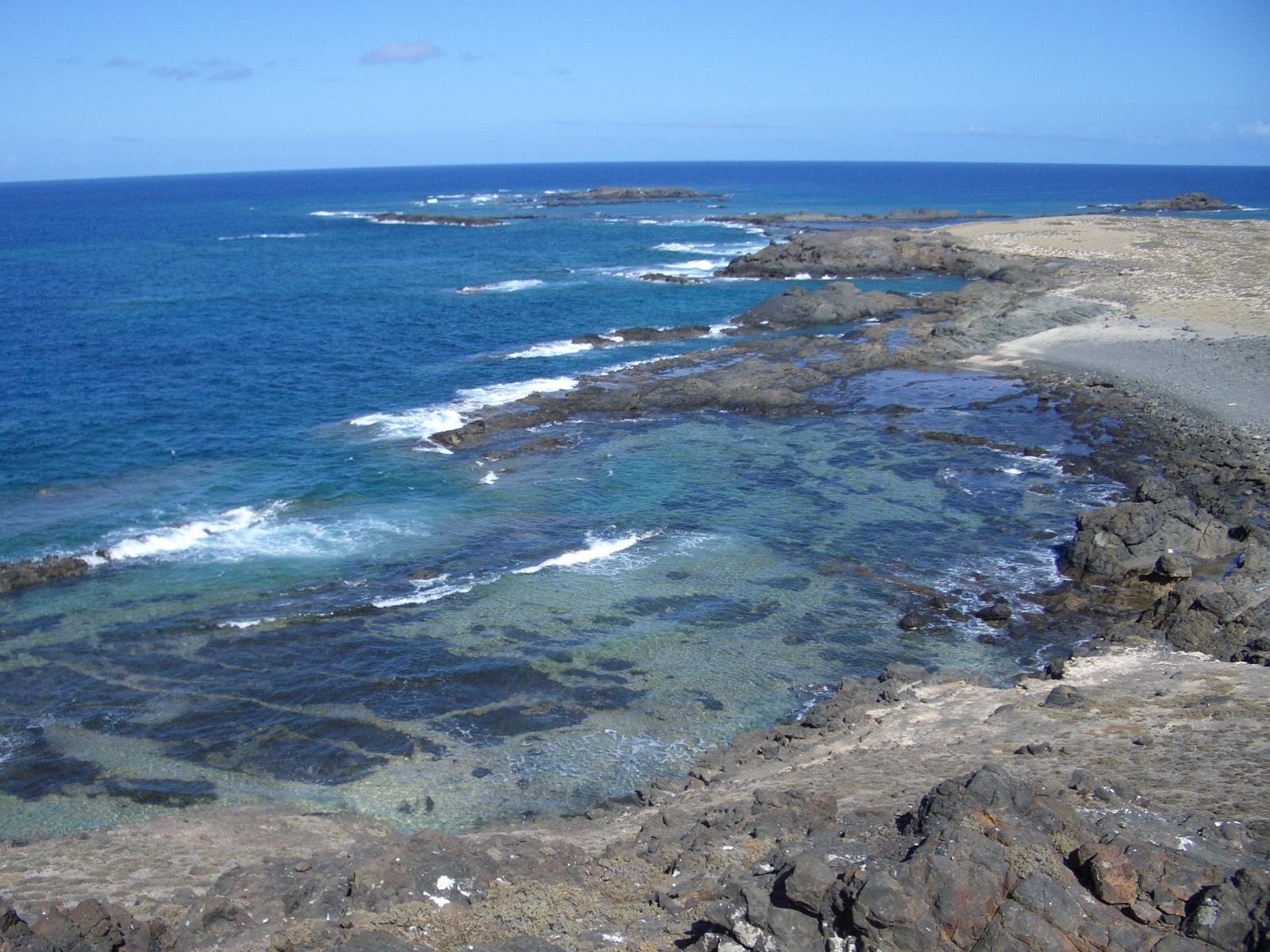
Kust van Selvagem Pequena